# Ezio Madonia
Ezio Madonia (* 7. August 1966 in Albenga) ist ein ehemaliger italienischer Sprinter, der sich auf den 100-Meter-Lauf spezialisiert hatte.
Seine wichtigsten internationalen Erfolge erzielte er mit der italienischen 4-mal-100-Meter-Staffel. Bei Leichtathletik-Europameisterschaften gewann er zweimal Bronzemedaillen. 1990 in Split zusammen mit Mario Longo, Sandro Floris und Stefano Tilli in 38,39 s hinter Frankreich (37,79 s) und Großbritannien (37,98 s) sowie 1994 in Helsinki gemeinsam mit Domenico Nettis, Giorgio Marras, Sandro Floris in 38,99 s hinter Frankreich (38,57 s) und der Ukraine (38,98 s). Bei den Leichtathletik-Weltmeisterschaften 1995 in Göteborg holte Madonia zusammen mit Giovanni Puggioni, Angelo Cipolloni und Sandro Floris ebenfalls die Bronzemedaille. Das italienische Quartett platzierte sich in 39,07 s hinter Kanada (38,31 s) und Australien (38,50 s). Weitere Finalteilnahmen an internationalen Großereignissen mit der Staffel hatte Madonia bei den Leichtathletik-Weltmeisterschaften 1987 (Platz sieben), bei den Olympischen Spielen 1988 (Platz fünf) und bei den Leichtathletik-Weltmeisterschaften 1991 (Platz fünf).
Als Einzelstarter erzielte Madonia seine besten Resultate bei Mittelmeerspielen. Im 100-Meter-Lauf belegte er 1987 den zweiten Platz und siegte 1991. Über dieselbe Distanz erreichte er bei den Leichtathletik-Weltmeisterschaften das Halbfinale und bei den Olympischen Spielen 1996 die Viertelfinalrunde. Darüber hinaus wurde er bei den Leichtathletik-Halleneuropameisterschaften 1992 Vierter im 60-Meter-Lauf. Er gewann zweimal die italienischen Meisterschaften im 100-Meter-Lauf (1991, 1993) und einmal über 60 m (1992).
Ezio Madonia ist 1,75 m groß und hatte ein Wettkampfgewicht von 78 kg.

## Bestleistungen
- 100 m: 10,26 s, 30. Juni 1990, Arzignano
- 200 m: 20,73 s, 13. Juli 1991, Rovereto